# Iso Kiimasaari (ö i Pielisen Karjala)
Iso Kiimasaari är en ö i Finland. Den ligger i sjön Jero och i kommunen Lieksa i den ekonomiska regionen  Pielinen-Karelen  och landskapet Norra Karelen, i den sydöstra delen av landet, 400 km nordost om huvudstaden Helsingfors. Öns area är 1,1 hektar och dess största längd är 200 meter i öst-västlig riktning.